# Sainte-Honorine-des-Pertes
Sainte-Honorine-des-Pertes é uma ex-comuna francesa na região administrativa da Normandia, no departamento de Calvados. Estendeu-se por uma área de 5,67 km². Em 2010 a comuna tinha 747 habitantes (densidade: 131,7 hab./km²).
Em 1 de janeiro de 2017 foi fundida com a comuna de Russy para a criação da nova comuna de Aure sur Mer.